# Claude Pinard
Pour les articles homonymes, voir Pinard.
Pour l’article ayant un titre homophone, voir Claude Pinart.
Claude Pinard, né le 15 juin 1949 à Shawinigan-Sud, est un homme politique québécois.
Il est maire de Shawinigan-Sud de 1985 à 1989 et député péquiste de la circonscription de Saint-Maurice à l'Assemblée nationale du Québec de 1994 à 2007 et de 2008 à 2012.

## Biographie
Né le 15 juin 1949 à Shawinigan-Sud, Claude Pinard est titulaire d'un baccalauréat en droit de l'Université Laval et d'un diplôme de droit notarial de la Chambre des notaires du Québec depuis 1974. 
De 1974 à 1994, il est notaire associé chez Beaumier & Pinard à Shawinigan et président et propriétaire de RE/MAX Centre Mauricie de 1989 à 1994. 
Il est président de la Classique internationale de canots de la Mauricie en 1977, membre fondateur du Centre d'accueil Dr-Joseph-Garneau de Shawinigan en 1980, président des Jeux du Québec en Mauricie en 1980 et en 1981, gouverneur de la Ligue de hockey junior majeur du Québec en 1977 et vice-président du club de hockey Cataractes de Shawinigan de 1981 à 1983. Il est également président de la Chambre de commerce de Shawinigan en 1982 et en 1983, membre du conseil d'administration de la Caisse populaire de Shawinigan-Sud de 1984 à 1986 et vice-président de la Corporation de développement industriel du Centre-Mauricie en 1985.

## Carrière politique
Il est élu maire de Shawinigan-Sud en 1985, poste qu'il conserve jusqu'en 1989. 
Lors des élections provinciales de 1994, il est élu député à l'Assemblée nationale du Québec du Parti québécois dans Saint-Maurice. Il est réélu en 1998 et en 2003. De mars 1996 à mars 1999, il est vice-président de l'Assemblée nationale, puis deuxième vice-président de l'Assemblée nationale de mars 1999 à mars 2002. Il est également président de la Commission des transports et de l'environnement du 13 mars 2002 au 12 mars 2003 et du 15 juin 2005 au 21 février 2007. 
Alors qu'il est défait par l'adéquiste Robert Deschamps en 2007, il est réélu en 2008. Il est vice-président de la Commission de l'agriculture, des pêcheries, de l'énergie et des ressources naturelles et porte-parole de l'opposition officielle en matière de protection des consommateurs et d'accès à l'information de 2009 à 2012. 

En novembre 2011, il est au centre d'une controverse lorsqu'il affirme : 

« Je pense qu'un des handicaps sérieux, c'est le fait qu'elle soit une femme, pour une partie encore importante de la population. Je crois sincèrement que parce que c'est une femme, il y a des gens qui ne lui donneront pas leur appui. »

Plusieurs désapprouvent ses propos en affirmant que le Québec est prêt à avoir une première femme au poste de premier ministre.
Il ne se représente pas aux élections de 2012 où Pauline Marois devient la première femme à accéder au poste de première ministre du Québec.